# Вука Дунђеровић
Вука Дунђеровић (Ваљево, 26. октобар 1925 — Београд, 2. мај 1999) била је југословенска и српска филмска и телевизијска глумица.
Прве улоге имала је у Народном казалишту "Иван Зајц" у Ријеци, а након тога прешла је у Народно позориште у Београду. Девојачко презиме било јој је Марковић. Глумила је у више телевизијских филмова и драма.

## Филмографија
| Год.     | Назив                          | Улога                    |
| -------- | ------------------------------ | ------------------------ |
| 1960.-те |                                |                          |
| 1964.    | Хм!                            |                          |
| 1966.    | The Boy Cried Murder           |                          |
| 1967.    | Арсеник и старе чипке          | Марта                    |
| 1967.    | Brown Eye, Evil Eye            |                          |
| 1967.    | Неутешни поштар                |                          |
| 1967.    | Стара кока, добра јуха         |                          |
| 1968.    | Код Лондона (ТВ серија)        |                          |
| 1969.    | Рађање радног народа           | Светозарева жена Злота   |
| 1970.-те |                                |                          |
| 1970.    | Изгубљени син                  |                          |
| 1971.    | Дипломци                       | службеница Марија        |
| 1972.    | Женски разговори               |                          |
| 1973.    | Прослава (ТВ филм)             |                          |
| 1974.    | Власт                          |                          |
| 1975.    | Голгота                        |                          |
| 1977.    | Један дан                      |                          |
| 1979.    | Вага за тачно мерење           | шверцерка                |
| 1980.-те |                                |                          |
| 1981.    | Свињски отац                   | тетка Зага               |
| 1983.    | Приче из Непричаве             |                          |
| 1984.    | Шта се згоди кад се љубав роди | Грофица Ниночка Романова |
| 1984.    | Крај рата                      | Баба Аница               |
| 1988.    | Како засмејати господара       |                          |
| 1988.    | Пут на југ                     |                          |
| 1990.-те |                                |                          |
| 1990.    | Почетни ударац                 | Професорка математике    |
| 1991.    | Заборављени (ТВ серија)        | Професорка математике    |
| 1992.    | Жикина женидба                 | Рускиња                  |
| 1993.    | Обрачун у Казино кабареу       |                          |